# Heinz Stübig
Heinz Stübig (* 12. Juni 1939 in Braunschweig; † 7. April 2021 in Marburg) war ein deutscher Erziehungswissenschaftler und Militärhistoriker.

## Leben
Stübig studierte von 1960 bis 1966 Germanistik, Geschichte und Erziehungswissenschaft an der Philipps-Universität Marburg und der Universität Hamburg. Danach war er wissenschaftlicher Assistent (zuletzt Akademischer Oberrat) an der Marburger Forschungsstelle für Vergleichende Erziehungswissenschaft. 1970 wurde er bei Wolfgang Klafki mit der Dissertation Armee und Nation. Die pädagogisch-politischen Motive der preußischen Heeresreform 1807–1814 zum Dr. phil. promoviert. 1982 erfolgte die Habilitation.
Später war er am Institut für Erziehungswissenschaft und am Institut für Schulpädagogik tätig. Er war zunächst Privatdozent, dann außerplanmäßiger Professor für Erziehungswissenschaften; seine Arbeitsschwerpunkte lagen in der Vergleichenden Erziehungswissenschaft und Historischen Pädagogik. 2004 trat er in den Ruhestand.

## Schriften (Auswahl)

### Monografien
- Armee und Nation. Die pädagogisch-politischen Motive der preußischen Heeresreform 1807–1814 (= Europäische Hochschulschriften. Reihe 11: Pädagogik. Band 5). Peter Lang, Frankfurt am Main 1971.
- Vergleichende Daten und Analysen zur Bildungspolitik in England (= Marburger Beiträge zur vergleichenden Erziehungswissenschaft und Bildungsforschung. Band 7). Minerva-Publikation, München 1980, ISBN 3-597-10202-6.
- Pädagogik und Politik in der preußischen Reformzeit. Studien zur Nationalerziehung und Pestalozzi-Rezeption (= Studien und Dokumentationen zur deutschen Bildungsgeschichte. Band 21). Beltz, Weinheim u. a. 1982, ISBN 3-407-65622-X.
- Aspekte der englischen Sekundarschulreform. Leistungsdifferenzierung, Fächerangebot und Curriculumplanung (= Texte – Dokumente – Berichte zum Bildungswesen ausgewählter Industriestaaten. Heft 32). Minerva-Publikation, München 1983, ISBN 3-597-10477-0.
- Scharnhorst. Die Reform des preußischen Heeres (= Persönlichkeit und Geschichte. Band 131). Muster-Schmidt, Göttingen u. a. 1988, ISBN 3-7881-0131-8.
- Bildungspolitik in England (1975–1985). Vergleichende Daten und Analysen (= Marburger Beiträge zur vergleichenden Erziehungswissenschaft und Bildungsforschung. Band 22). Minerva-Publikation, München 1989, ISBN 3-597-10564-5.
- Bildung, Militär und Gesellschaft in Deutschland. Studien zur Entwicklung im 19. Jahrhundert (= Studien und Dokumentationen zur deutschen Bildungsgeschichte. Band 54). Böhlau, Köln u. a. 1994, ISBN 3-412-08793-9.
- Nationalerziehung. Pädagogische Antworten auf die „deutsche Frage“ im 19. Jahrhundert. Wochenschau-Verlag, Schwalbach 2006, ISBN 3-89974-230-3.
- Gerhard von Scharnhorst. Preußischer General und Heeresreformer. Studien zu seiner Biographie und Rezeption (= Geschichte, Forschung und Wissenschaft. Band 34). Lit, Berlin u. a. 2009, ISBN 978-3-643-10255-3.
- Friedrich Wilhelm August Fröbel. Beiträge zur Biographie und Wirkungsgeschichte eines „verdienten deutschen Pädagogen“. Projektverlag, Bochum 2010, ISBN 978-3-89733-220-1.
- Zwischen Reformzeit und Reichsgründung. Studien zur Entwicklung der preußisch-deutschen Armee im 19. Jahrhundert. Berliner Wissenschafts-Verlag, Berlin 2012, ISBN 978-3-8305-3140-1.
- Mars und Minerva. Militär und Bildung in Deutschland seit dem ausgehenden 18. Jahrhundert. Gesammelte Beiträge. Tectum, Marburg 2015, ISBN 978-3-8288-3620-4.

### Herausgeberschaften
- mit Wilfried Hendricks: Zwischen Theorie und Praxis. Marburger Kolloquium zur Didaktik. Athenäum, Kronberg 1977, ISBN 3-7610-8600-8.
- Bibliographie Wolfgang Klafki. Verzeichnis der Veröffentlichungen und betreuten Hochschulschriften 1952–1992. Bearbeitet von Madeleine A. Kinsella, Beltz, Weinheim u. a. 1992, ISBN 3-407-34070-2.
- mit Peter Baumgart, Bernhard R. Kroener: Die preußische Armee zwischen Ancién Regime und Reichsgründung. Schöningh, Paderborn u. a. 2008, ISBN 978-3-506-75660-2.
- mit Christian Ritzi: Wolfgang Klafki. Kategoriale Bildung. Konzeption und Praxis reformpädagogischer Schularbeit zwischen 1948 und 1952. Klinkhardt, Bad Heilbrunn 2013, ISBN 978-3-7815-1936-7.
- mit Hans Christoph Berg, Bodo Hildebrand und Frauke Stübig: Renate Riemeck: Klassiker der Pädagogik von Comenius bis Reichwein. Marburger Sommervorlesungen 1981/1982/1983 mit Quellentexten. Tectum, Marburg 2014, ISBN 978-3-8288-3431-6.
- mit Karl-Heinz Braun und Frauke Stübig: Erziehungswissenschaftliches Denken und pädagogisch-politisches Engagement. Wolfgang Klafki weiterdenken. Springer VS, Wiesbaden 2018, ISBN 978-3-658-18594-7.
- mit Karl-Heinz Braun und Frauke Stübig: Wolfgang Klafki: Allgemeine Erziehungswissenschaft. Systematische und historische Abhandlungen. Springer VS, Wiesbaden 2019, ISBN 978-3-658-23165-1.
- mit Karl-Heinz Braun und Frauke Stübig: Wolfgang Klafki: Pädagogisch-politische Porträts. Springer VS, Wiesbaden 2019, ISBN 978-3-658-26751-3.